# Transmisión en vivo

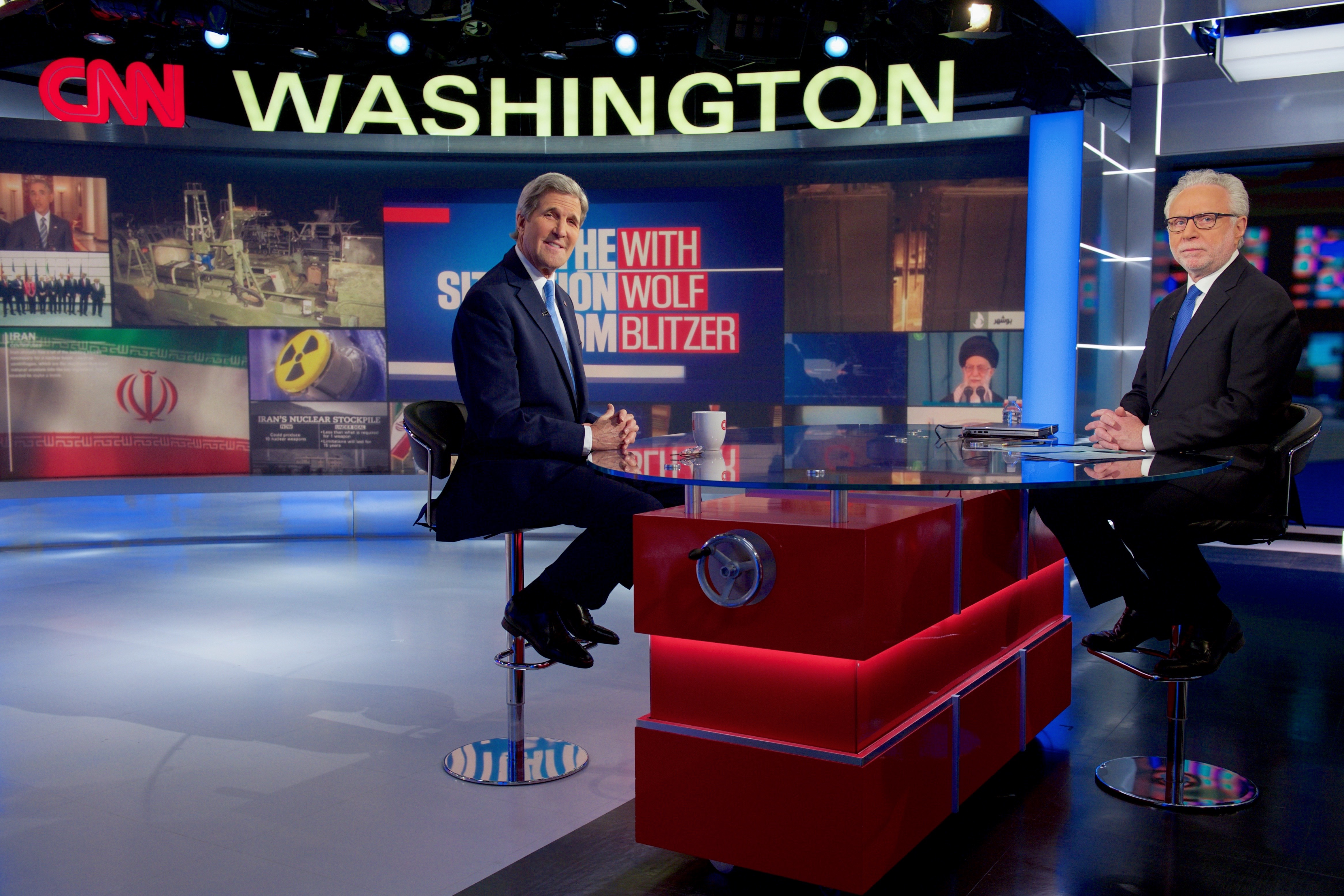
Los noticiarios comúnmente se transmiten en vivo para mantener al público actualizado e informado de manera oportuna con las últimas noticias y los hechos más recientes.

Una transmisión en vivo o emisión en directo generalmente se refiere a varios tipos de medios de comunicación que se difunden al aire sin un retraso significativo, en contraposición al término "en diferido". Este tipo de transmisiones en tiempo real hacen posible que se pueda presenciar en el acto una presentación o un informe de un evento a distancia casi al mismo tiempo en que están sucediendo.

## Usos
En un programa de televisión, para denotar que se trata de una transmisión en directo a menudo se muestra la leyenda EN VIVO en una esquina. La desventaja de esto es que el programa puede por ejemplo ser retransmitido por otra estación de televisión o se puede grabar para su posterior visualización en una plataforma como YouTube o para uso casero, por lo que la marca de EN VIVO sigue apareciendo aunque en realidad el programa se haya transmitido hace tiempo. Esta marca tampoco siempre es confiable por otras razones: si un programa se presenta en vivo desde el estudio, las entrevistas a veces se alternan con entrevistas grabadas previamente, donde la leyenda EN VIVO se deja incorrectamente.
Cuando un programa se transmite en vivo, los espectadores u oyentes se enteran inmediatamente de un evento actual. Para un programa producido en un estudio, esto significa que las personas pueden reaccionar directamente a los eventos actuales e incluso interactuar con los presentadores del programa. Además, pase lo que pase o se diga lo que se diga, no es posible hacer ediciones en las que se pueden omitir partes, o se puedan corregir partes de la imagen borrosas o ennegrecidas reemplazándolas con otra imagen. Tampoco partes del sonido pueden ser reemplazadas con un silencio, un "bip" o algún otro efecto de sonido, por ejemplo cuando se revela algo privado al aire ante miles o millones de personas, cuando se comete un error o simplemente se ha comentado algo inapropiado o no apto para el público al que se dirige el programa. Es muy difícil para quienes realizan el programa tratar de corregir o al menos disimular los errores. Para el espectador u oyente esto también puede ser algo positivo, ya que la tensión y la emoción son mayores, y los sonidos e imágenes incluidas las palabras habladas que de otro modo se omitirían al cometerse errores imprevisibles pueden resultar divertidas o interesantes.

## Tipos de transmisiones en vivo
Quizá el ejemplo de medio de comunicación transmitido en vivo más visto y conocido son los noticiarios o los canales de noticias.
Algunos medios de comunicación populares con transmisiones en vivo incluyen:
- Radio
- Televisión en vivo
- Televisión por internet
- Radio por internet
- Blogs en vivo
- Streaming en vivo